# Reakcija (sila)
Reakcija, u fizici, je sila kojom se neko fizikalno tijelo odupire djelovanju vanjske sile (akcije).

## Objašnjenje
Kad se naslanjamo na zid, on se opire tolikom silom kolikom ga mi pritiskujemo. Da nema zida, morao bi jedan čovjek tolikom silom podupirati naša leđa kolikom se silom zid odupirao da održimo ravnotežu. Isto tako kolikom težinom neka zgrada pritiskuje na svoj temelj, tolikom se silom, ali protivnoga smjera, temelj tome odupire. Kad toga ne bi bilo, ne bi postojala ravnoteža, i zgrada bi se srušila. Sila kojom se neko tijelo odupire djelovanju vanjske sile (akcije) zove se reakcija. Dakle, svaka sila (akcija) izaziva protusilu (reakciju) koja je po veličini jednaka akciji, ali je suprotnoga smjera. To je treći glavni zakon mehanike ili treći Newtonov zakon.

## Newtonovi zakoni gibanja
Newtonovi zakoni gibanja ili Newtonovi aksiomi su tri zakona klasične mehanike objavljena 1687. godine u djelu Philosophiae naturalis principia mathematica Isaaca Newtona. Mogu se formulirati na različite načine iako imaju jednoznačni smisao. Ovdje su navedene uobičajene formulacije iz mnogih današnjih standardnih udžbenika (a ne prijevod izvornog Newtonovog teksta na latinskom). Pojmovi "gibanje tijela", "brzina tijela" i "ubrzanje tijela" odnose se na centar masa tijela.

### Zakon akcije i reakcije
Ako jedno tijelo djeluje silom na drugo, tada i to drugo tijelo djeluje silom na ono prvo. Te dvije sile jednakog su iznosa, suprotnog smjera i leže na istom pravcu. Sile su međudjelovanje dvaju tijela, i zato se uvijek javljaju u paru; jednu od njih, najčešće proizvoljno, nazivamo akcijom, a drugu reakcijom.